# Jean-Baptiste Mendy
Jean-Baptiste Mendy (* 16. März 1963 in Dakar; † 31. August 2020 in Paris) war ein französischer Boxer senegalesischer Abstammung sowie WBC- und WBA-Weltmeister im Leichtgewicht.

## Boxkarriere
Jean-Baptiste Mendy boxte als Profi von Januar 1983 bis April 2000. Er wurde im Mai 1991 Französischer Meister und im März 1992 EBU-Europameister, wobei er den Titel achtmal verteidigen konnte. Zwischenzeitlich boxte er am 29. März 1994 um den WBC-Weltmeistertitel, verlor jedoch gegen Miguel González.
Am 20. April 1996 gewann er dann gegen Lamar Murphy den WBC-Titel im Leichtgewicht, den er am 1. März 1997 an Stevie Johnston verlor. Beim Kampf um den WBA-Titel im Halbweltergewicht verlor er am 21. Februar 1998 gegen Khalid Rahilou.
In seinem nächsten Kampf am 16. Mai 1998 gewann er den WBA-Titel im Leichtgewicht gegen Orsubek Nasarow und konnte ihn gegen Alberto Sicurella verteidigen, ehe er am 10. April 1999 gegen Julien Lorcy verlor.

## Tod
Jean-Baptiste Mendy starb am 31. August 2020 im Alter von 57 Jahren an den Folgen einer Krebserkrankung.